# Керкговен (Міннесота)
Керкговен (англ. Kerkhoven) — місто (англ. city) в США, в окрузі Свіфт штату Міннесота. Населення — 805 осіб (2020).

## Географія
Керкговен розташований за координатами 45°11′30″ пн. ш. 95°19′5″ зх. д. / 45.19167° пн. ш. 95.31806° зх. д. (45.191530, -95.317972).  За даними Бюро перепису населення США в 2010 році місто мало площу 2,13 км², з яких 2,13 км² — суходіл та 0,00 км² — водойми.

## Демографія
Згідно з переписом 2010 року, у місті мешкало 759 осіб у 329 домогосподарствах у складі 206 родин. Густота населення становила 356 осіб/км².  Було 352 помешкання (165/км²).
Расовий склад населення:
| - 97,1 % — білих - 0,3 % — корінних американців - 2,5 % — осіб інших рас |

До двох чи більше рас належало 0,1 %. Частка іспаномовних становила 12,3 % від усіх жителів.
За віковим діапазоном населення розподілялося таким чином: 26,0 % — особи молодші 18 років, 56,2 % — особи у віці 18—64 років, 17,8 % — особи у віці 65 років та старші. Медіана віку мешканця становила 40,1 року. На 100 осіб жіночої статі у місті припадало 98,7 чоловіків;  на 100 жінок у віці від 18 років та старших — 89,9 чоловіків також старших 18 років.
Середній дохід на одне домашнє господарство  становив 54 809 доларів США (медіана — 48 472), а середній дохід на одну сім'ю — 64 933 долари (медіана — 58 352). Медіана доходів становила 39 722 долари для чоловіків та 26 810 доларів для жінок. За межею бідності перебувало 9,1 % осіб, у тому числі 9,2 % дітей у віці до 18 років та 17,7 % осіб у віці 65 років та старших.
Цивільне працевлаштоване населення становило 385 осіб. Основні галузі зайнятості: освіта, охорона здоров'я та соціальна допомога — 19,5 %, виробництво — 17,4 %, роздрібна торгівля — 12,7 %.